# Ava Cantrell
Ava Cantrell (San Diego, 19 juni 2001) is een Amerikaanse actrice en danseres. Ze is bekend geworden door haar rol als Penelope Pritchard in Nickelodeons De Hathaways: Een geestige familie.

## Biografie
Ava Cantrell begon haar acteercarrière in 2008. Ze heeft in meerdere tv-reclamespotjes, muziekvideo's en korte films gespeeld. Ze werd bekend door haar rol als Penelope Pritchard in Nickelodeons De Hathaways: Een geestige familie en won een 35th Young Artist Award in 2014 voor haar rol. Cantrell speelde als Brooklyn de hoofdrol in de webserie Cam Girls the Series, welke meerdere prijzen won. In 2015 werd ze gecast als Teen Diana in Lights Out, geproduceerd door James Wan en geregisseerd door David F. Sandberg. Cantrell speelt ook in de film One Under the Sun samen met Pooja Batra en Gene Farber.
Cantrell doet aan verschillende dansstijlen, waaronder ballet.

## Filmografie
| Jaar | Titel                              | Rol                | Opmerking                                   |
| ---- | ---------------------------------- | ------------------ | ------------------------------------------- |
| 2010 | PALs                               | Ally               | Kortfilm                                    |
| 2012 | I Will Love                        | Emma               | Kortfilm                                    |
| 2012 | Expo                               | Darla              | Kortfilm                                    |
| 2012 | Cupcake                            | Eva                | Kortfilm                                    |
| 2013 | De Hathways: Een geestige familie  | Penelope Pritchard | 2 afleveringen (Haunted Doll, Haunted Boat) |
| 2013 | Ten Thousand Hours                 | Sam                | Kortfilm                                    |
| 2013 | Fox 5 Morning News                 | Ava Cantrell       | 1 aflevering                                |
| 2014 | Above the 101                      | Gabi               | Kortfilm                                    |
| 2014 | The Passing                        | Rachel             | Kortfilm                                    |
| 2014 | Exit 13                            | Alice              | Film                                        |
| 2014 | De Hathaways: Een geestige familie | Penelope Pritchard | 1 aflevering (Haunted Revenge)              |
| 2015 | Between Two Phat Kids              | Ava Cantrell       | Tv-serie, 1 aflevering                      |
| 2015 | De Hathways: Een geestige familie  | Penelope Pritchard | 1 aflevering, (Toy Store)                   |
| 2015 | Cam Girls                          | Brooklyn           | 2 afleveringen                              |
| 2015 | Not Safe for Work                  | Sunny Scout        | Tv-film                                     |
| 2016 | Teens Wanna Know                   | Ava Cantrell       | 1 aflevering                                |
| 2016 | Fox 5 Morning News                 | Ava Cantrell       | 1 aflevering                                |
| 2016 | Above the 101                      | Gabi               | Kortfilm                                    |
| 2016 | Lights Out                         | Teen Diana         | Film                                        |
| 2017 | One Under the Sun                  | Amelia Voss        | Film                                        |

## Prijzen en nominaties
| Jaar | Prijs                      | Categorie                                              | Werk                               | Resultaat   |
| ---- | -------------------------- | ------------------------------------------------------ | ---------------------------------- | ----------- |
| 2014 | Young Artist Award         | Beste optreden in een tv-serie, gastactrice 11-13 jaar | De Hathaways: Een geestige familie | gewonnen    |
| 2014 | Young Artist Award         | Beste optreden in een kortfilm, actrice 11-12 jaar     | Above the 101                      | genomineerd |
| 2015 | Web Series Festival Global | Beste cast                                             | Cam Girls                          | gewonnen    |
| 2016 | Rome Web Award             | Beste cast                                             | Cam Girls                          | gewonnen    |
| 2016 | Young Entertainer Award    | Beste actrice 13-15 jaar                               | De Hathaways: Een geestige familie | genomineerd |
| 2016 | Young Entertainer Award    | Beste jonge actrice                                    | ‘’Lights out’’                     | genomineerd |